# Som jordgubbarna smakade...
Som Jordgubbarna Smakade... är ett livealbum av Joakim Thåström, utgivet 21 november 2012 av Razzia/Sony. Med albumet följer även en live-dvd och dessa dokumenterar Thåströms konserter på Cirkus i Stockholm 28 februari 2012 och Sentrum Scene i Oslo 17 mars samma år, under turnén för skivan Beväpna dig med vingar. Detta är Thåströms första live-dvd.
Titeln på albumet kommer ifrån en textrad ifrån låten Samarkanda på albumet Beväpna dig med vingar.

## Låtlista DVD
1. "Beväpna dig med vingar" (Cirkus)
2. "Kärlek är för dom" (Cirkus)
3. "Miss Huddinge ’72" (Cirkus)
4. "Dansbandssångaren" (Oslo)
5. "Aldrig nånsin komma ner" (Oslo)
6. "Nere på Maskinisten" (Cirkus)
7. "Ingen neråtsång" (Cirkus)
8. "Smaken av dig" (Oslo)
9. "Kriget med mej själv" (Cirkus)
10. "Främling överallt" (Oslo)
11. "Axel Landquists Park" (Oslo)
12. "Låt dom regna" (Cirkus)
13. "Kort biografi med litet testamente" (Oslo)
14. "Vacker död stad" (Cirkus)
15. "St Ana katedral" (Cirkus)
16. "Samarkanda" (Cirkus)
17. "Ingen sjunger blues som Jeffrey Lee Pierce" (Oslo)
18. "Rock’n’Roll e död" (Oslo)
19. "Du ska va president" (Cirkus)
20. "Fanfanfan" (Oslo)
21. "Sønder Boulevard" (Cirkus)
22. "St Ana Katedral" (Oslo)
23. "Du ska va president" (Oslo)

## Låtlista CD
1. "Beväpna dig med vingar" (Live från Cirkus)
2. "Dansbandssångaren" (Live från Cirkus)
3. "Axel Landquists Park" (Live från Cirkus)
4. "Kort biografi med litet testamente" (Live från Cirkus)
5. "Du ska va president" (Live från Cirkus)
6. "St Ana katedral" (Live från Cirkus)
7. "Ingen neråtsång" (Live från Cirkus)
8. "Fanfanfan" (Live från Cirkus)
9. "Främling överallt" (Live från Cirkus)
10. "Miss Huddinge ’72" (Live från Cirkus)
11. "Kriget med mej själv" (Live från Cirkus)
12. "Vacker död stad" (Live från Cirkus)

## Listplaceringar
| Lista (2012) | Topplacering |
| ------------ | ------------ |
| Sverige      | 12           |

### Fotnoter
1. ↑  https://www.discogs.com/Thåström-Som-Jordgubbarna-Smakade/release/4121341 Läst 6 oktober 2017.
2. ↑  ”Som jordgubbarna smakade...”. Swedishcharts. 5 mars 2012. http://swedishcharts.com/showitem.asp?interpret=Th%E5str%F6m&titel=Som+jordgubbarna+smakade%2E%2E%2E&cat=a. Läst 15 juni 2015.